# Ghijasa de Sus, Sibiu
Ghijasa de Sus, (în maghiară Felsőgezés, în germană Obergesäß), cunoscută și ca Visa de Sus, este un sat în comuna Alțina din județul Sibiu, Transilvania, România. Se află în partea centrală a județului, în Podișul Hârtibaciului.

## Coordonate geografice
Satul Ghijasa de Sus este situat la limita sudică a Podișului Hârtibaciului din cadrul depresiunii Transilvaniei, în partea inferioară a văii Hârtibaciului. Relieful zonei este preponderent deluros, înălțimea dealurilor oscilând între 500 și 700 m.
Din punct de vedere hidrografic, zona aparține bazinului râului Hârtibaciu situat între Târnava Mare și Olt. Latitudine: 45°58'0.00"N și longitudine:24°24'0.60"E

## Istoric
Anul primei atestări scrise a localitații este 1364 în „Possesiones Martunfolwa et Seez“. În 1456 se face o mențiune documentară ce consemnează trecerea unor teritorii întinse ce aparțin de satele Ghijasa de Sus, Ghijasa de Jos, Vecerd și Ighișu Vechi în posesia unor comiți din Alțâna. Acești comiți se maghiarizează sub numele de Gerendi și intră in puternice conflicte cu locuitorii din Alțâna iar, aceștia din urmă se hotărăsc să le cumpere posesiunile și să îi înlăture. 
În primavara anului 1848 iobagii din satele Ghijasa de Sus, Vecerd, Ighișu Vechi, Bârghiș și Coveș s-au strâns în Lunca Vecerdului, ridicându-se împotriva nobililor omorându-i pe cațiva și sechestrându-i pe ceilalți. Iar, ca măsură punitivă, liderii revoltei au fost capturați și mai apoi spânzurați în Dealul Furcilor.

## Demografie
La recensământul din anul 1930 au fost înregistrați 753 de locuitori. Dintre aceștia 729 s-au declarat români, 20 unguri și 4 evrei. Structura confesională era următoarea: 37 ortodocși, 705 greco-catolici, 4 reformați, 4 izraeliți, 2 unitarieni și 1 romano-catolic. La recensământul din anul 1992 în sat mai trăiau doar 290 de persoane.

## Legende locale
În cultura populară se păstrează anumite expresii legate de dispariția unui presupus sat, pe nume Androchel: „Hi te-ai hi prăpădit mumă-ta ca Androchelul“ sau „Du-te de te-ai prăpădit ca Androchelul“. Legendele converg asupra faptului că, prin prăbușirea clopotniței satului dispărut, clopotul s-a îngropat adânc în pământ, peste el și în jurul lui au crescut bălării și nimeni nu a mai știut de el. Peste mult timp, un păzitor de porci ce pierduse o scroafă, „prinde un fir de cărare“ și, descoperă în aceste bălării scroafa, care își pregătise culcuș în gura clopotului și fătase acolo. Anunțând autoritățile comunale, clopotul mare, cu sunet puternic ce se auzea până la Sibiu, a fost dezgropat, transportat și așezat în turnul Bisericii Evanghelice din Alțâna. Clopotul a fost solicitat în diverse rânduri de către sibieni, chiar și cu forța. Aceștia, drept represalii, au tras focuri de armă de pe dealul Nocrichului, reușind să provoace o spărtură în clopot.

## Personalități
- Nicolae Togan (1859-1936), istoric, protopop unit al Sibiului
- Ioan Sava Câmpineanu (1889-1921), pionier al aviației
- Prof. Eugenia Taflan(n. Călin)(1929-2004), profesoară de biologie la Colegiul Național Octavian Goga din Sibiu. Între 1974-1975, 1975-1976 și, timp de câteva luni, în 1977 a predat la școli din actuala Republică Democratică Congo.